# Chiropotes
Los sakís barbudos son cinco especies de platirrinos, de la familia Pitheciidae, clasificados en el género Chiropotes. Viven en el nororiente de Suramérica, al norte y centro de Brasil, sur de Venezuela, Guyana, Surinam y la Guayana francesa.
Este género se caracteriza por la notoria barba, una melena que cubre la quijada, el cuello y la parte superior del pecho, más abundante en los machos. la cola sirve para balancearse pero no es prensil. La estatura está entre 32 y 51 cm y el peso alcanza 2 a 4 kg.
Son de hábitos diurnos y arbóreos. Habitan en la selva tropical, usualmente en la corona de los árboles. Van de rama en rama todo el día buscando comida y en la noche duermen en ramas entrelazadas. Nunca pasan dos noches sucesivas en el mismo árbol. Viven en grupos de 18 a 30 individuos, que se comunican entre sí con silbidos. A veces se unen a otros primates, como capuchinos y saimiris.
Las frutas forman la parte principal de la dieta de los sakís barbudos, pero también comen nueces, retoños, hojas, insectos y vertebrados pequeños.
Cada hembra puede tener una cría al año, después de 5 meses de gestación. A los tres meses la cría puede explorar independientemente los alrededores. Alcanzan la madurez hacia los 4 años y su expectativa de vida es de 15 años.

## Clasificación
Hasta 2003, se reconocían 2 especies dentro de Chiropotes: C. albinasus y C. satanas, hasta que Chiropotes israelita fue elevado al rango de especie (anteriormente se consideraba sinónimo de Chiropotes). También, basándose en diferencias morfológicas, de cariotipo y moleculares se consideró a Chiropotes chiropotes y a Chiropotes utahicki especies diferentes a Chiropotes satanas.
- Género Chiropotes
  - Chiropotes albinasus, sakí barbudo de nariz blanca,
  - Chiropotes chiropotes, sakí barbudo rojizo,
  - Chiropotes israelita, sakí barbudo castaño,
  - Chiropotes satanas, sakí barbudo negro,
  - Chiropotes utahicki, sakí barbudo de Uta Hick,